# Plaza de San Antonio (Aranjuez)
La plaza de San Antonio, también conocida como plazuela de la Mariblanca, es un espacio público de la ciudad española de Aranjuez, en la Comunidad de Madrid.

## Descripción
Se la conoce también como «de la Mariblanca» debido al conjunto escultórico conocido como la fuente de la Mariblanca (cuyo nombre real es la fuente de Venus) que decora el extremo norte de la plaza. A la plaza dan la Casa de Caballeros y Oficios, la iglesia de San Antonio, la Casa de Infantes y el jardín de Isabel II.
Hacia 1752, la plaza tenía otra fuente llamada el fuente del Rey, obra de Juan Domingo Olivieri, con una imagen del rey Fernando VI mirando al puente, pero en 1760 el rey Carlos III, ordenó retirar la estatua, y dos años más tarde se colocó la actual fuente de Venus, obra de Juan Reyna.